# Rapatronic-Kamera

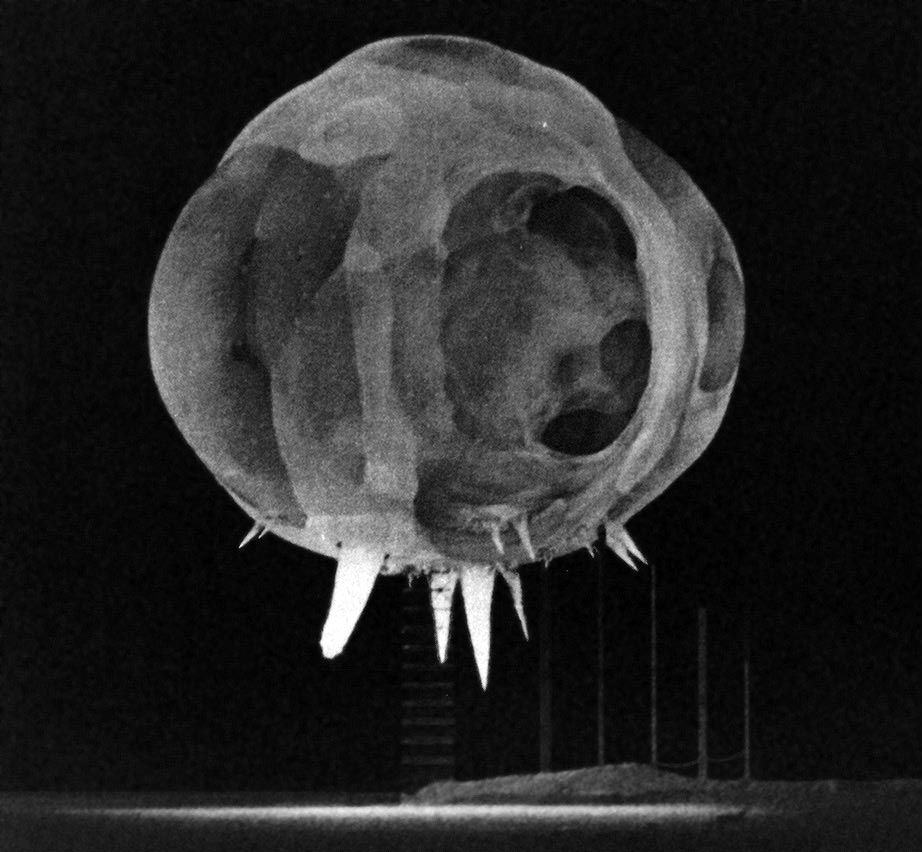
Der wachsende Feuerball einer Atombomben-Explosion (Operation Tumbler-Snapper). Das Bild wurde mit einer Rapatronic-Hochgeschwindigkeitskamera etwa eine Millisekunde nach der Detonation aufgenommen. Der Durchmesser des Feuerballs beträgt etwa 20 Meter. Die scheinbaren Ausstülpungen an seiner Unterseite sind durch die Abspannseile des Bombenturms verursacht und werden als Rope-Trick-Effekt bezeichnet.

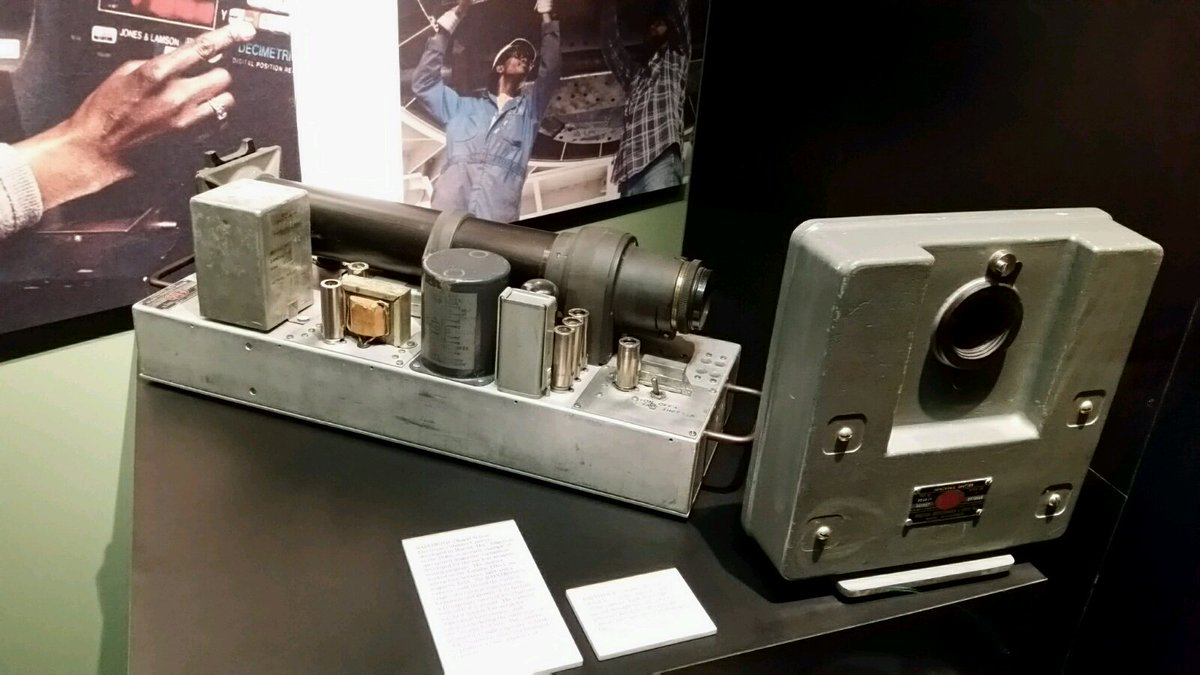
Die Rapatronic-Kamera mit der Seriennummer 1 im Atomic Weapons Testing Museum in Las Vegas

Die Rapatronic-Kamera ist eine Hochgeschwindigkeitskamera mit einer Belichtungszeit von nur 10 Nanosekunden (Milliardstel einer Sekunde).
Die Kamera wurde von Harold Edgerton in den 1940er Jahren entwickelt. Das Ziel war die Aufnahme des schnell expandierenden Feuerballs einer Kernexplosion im Rahmen des amerikanischen Atomtestprogramms.
Die ungewöhnlich kurze Belichtungszeit wurde durch die Vermeidung eines konventionellen mechanischen Auslösers erreicht. Stattdessen kam in der Rapatronic-Kamera ein elektronischer Auslösemechanismus, bestehend aus einer Kerr-Zelle und zwei Polarisationsfiltern, zum Einsatz. Die beiden Polarisationsfilter sind um 90° gedreht angeordnet und blockieren das einfallende Licht. Die Kerr-Zelle sitzt zwischen den beiden Filtern und kann durch Anlegen einer Spannung die Polarisationsebene des Lichtes drehen. Durch einen Spannungsimpuls an der Kerr-Zelle fungiert das System somit als Auslöser, die Länge des Spannungsimpulses steuert die Belichtungszeit.
Um auch Filmsequenzen der ersten Momente einer Kernexplosion zu erhalten, wurden bis zu zwölf Kameras mit unterschiedlicher Auslösungsverzögerung nebeneinander eingesetzt.
Für Detailaufnahmen der allerersten Explosionsmomente noch innerhalb der Kabine auf dem Bombenturm wurde die Rapatronic-Kamera mit einem starken Teleobjektiv versehen (Tele-Rapatronic).